# فهرنهايت (عطر)
فهرنهايت هو عطر للرجال من إنتاج بارفيوم كريستيان ديور . العطر قُدم في عام 1988.  صُنع من قِبل العطارين موريس روجر وجان لويس سيوزاك.

## روابط خارجية
- فهرنهايت في Basenotes
- Dior Fahrenheit at herren-und-damen